# Беклешова, Екатерина Терентьевна
Екатерина Терентьевна Беклешова (3 [15] декабря 1898, Варшава — 27 октября 1977, Москва) — советская художница театра и кино. Член Союза художников СССР. Создательница театральной мягкомимирующей куклы.

## Биография
Екатерина Тереньевна Теодорович родилась 3 (15) декабря 1898 года в Варшаве; была третьим ребёнком в семье протопресвитера Терентия Теодоровича.
В связи с начавшейся Первой мировой войной семья переехала в Санкт-Петербург, где Екатерина стала выпускницей Института принцессы Ольденбургской. Поступила на юридическое отделение Бестужевских курсов, но не окончила их.
Была знакома с наркомом иностранных дел Георгием Чичериным и возила дипломатическую почту. С 1921 года жила в Италии, где начала делать кукол «для дивана».
Во время Великой Отечественной войны изготавливала куклы для фронтовых концертов, в основном это были куклы Гитлера, Муссолини, Геббельса, Черчилля и других. На разных фронтах страны с ними работали профессионалы и непрофессионалы, придумывали текст и частушки. С куклой Геббельса работал Аркадий Райкин, с куклой Муссолини Сергей Образцов, а с куклой Гитлера и «фрица» выступал сын Екатерины Терентьевны, Борис Леонидович.
После войны в начале 1950-х годах артистка Москонцерта Марта Владимировна Цифринович для задуманного эстрадного номера попросила Беклешову сделать куклу «лекторши Венеры Михайловны Пустомельской — кандидата околовсяческих наук», которая стала наиболее известной из беклешовских работ. Марта Цифринович за более чем сорок лет выступлений использовала четыре копии этой куклы. Для этой же актрисы были сделаны другие куклы: «театральная кассирша», собака со щенками, обезьянка… В 1950-е годы Беклешовой были сделаны куклы также для Всесоюзной выставки художников театра и кино: персонажи «Мертвых душ» Н. В. Гоголя: Чичиков, Плюшкин, Коробочка, Ноздрев и Собакевич. Была создана серия литературных героев: Дон Кихот — мечтатель с трагическими глазами, созданный под впечатлением шаляпинского образа, позднее к нему присоединился и Санчо Панса; Варлаам и Мисаил из «Бориса Годунова» — «поющие куклы» и многие другие.
Е. Т. Беклешова одной из первых в стране создала мягкомимирующих кукол. Её куклы, несмотря на то, что выполнялись из различных видов ткани, имели точность пластической формы; им была присуща гармония различных фактур (фетр, пионерское сукно, шерсть, шёлк, пакля и т. д.) и цветовой характеристики образа.
Интересным направлением её работы стали куклы-дружеские шаржи на современников. Хотя шаржи эти были очень добрые, но не все прототипы относились к ним одинаково: актрисы Серафима Бирман и Рина Зелёная были возмущены; К. Чуковский отнесся со сдержанным интересом. Она также создала куклы — обобщенные образы современников, которые стали известны, а некоторые популярны благодаря выступлениям с ними артистов: «Гном» и «Андрюша» в номере Марии и Евгении Донских; «рядовой Федя Тарускин» в исполнении артиста ЦТСА Льва Шабарина.
Екатерина Беклешова сделала огромное количество кукол для театра Сергея Образцова.
Скончалась 27 октября 1977 года.

## Семья
- Муж — Леонид Леонидович Беклешов  (1887 — около 1920) — партийный деятель.
- Сын — Борис Леонидович Беклешов (1920—1957) — географ, краевед.